# BMW E46
El E46 es la cuarta generación de la BMW Serie 3 perteneciente al segmento de los automóviles ejecutivos compactos, producido desde el año 1998 hasta 2007. En su primer año solamente se ofrecía con carrocería sedán; el modelo coupé llegó en 1999 y al siguiente año estaban a la venta las variantes hatchback de tres puertas ("Compact") y la versión deportiva M3. Debido a la entrada en el mercado del BMW Serie 1, el Compact se dejó de fabricar en septiembre de 2004.
El vehículo se fabricó hasta inicios de 2007, pero la entrada de la carrocería sucesora E90 comenzó desde mediados del 2005 cuando se cambió la versión sedán, durante los dos años siguientes cambiarían los otros modelos. El récord de unidades ventas de la carrocería se dio en el año 2002 cuando se comercializaron 561.249 unidades.
En 1993, el programa de desarrollo del E46 comenzó bajo la dirección del ingeniero jefe Wolfgang Ziebart y el director de I + D Wolfgang Reitzle. A finales de 1993, el trabajo de diseño comenzó bajo la dirección del diseñador jefe Chris Bangle y continuó en 1995. En mayo de 1995 se aprobó el diseño exterior general del E46 de Erik Goplen de DesignworksUSA y, como resultado, BMW contrató a DesignworksUSA para trabajar junto con BMW Group en -Equipo de diseño de la casa para crear la carrocería exterior para la gama de la Serie 3 en febrero de 1996. El equipo de diseño puso énfasis en mejorar la aerodinámica y aumentar la postura agresiva del automóvil. Las patentes de diseño se presentaron en Alemania el 16 de julio de 1997 y en los Estados Unidos el 16 de enero de 1998.
Chris Bangle y Wolfgang Reitzle (jefe de I + D de BMW) fueron responsables hasta 1995 del exterior del sedán de producción, como se evidencia en la patente de diseño de 1997. El desarrollo de la producción del sedán tomó 24 meses después de la congelación del diseño y 31 meses desde la aprobación del estilo de la junta ejecutiva en 1995 hasta el inicio de la producción en serie en diciembre de 1997. Erik Goplen diseñó el coupé, convertible y familiar de producción durante 1996-1997. El sedán E46 se presentó a través de un comunicado de prensa el 11 de noviembre de 1997 y se lanzó al mercado a fines de abril de 1998 con entregas a los clientes.

## [2][1]
BMW afirmó que la carrocería del E46 era un 70% más rígida que su predecesor E36. Se usó aluminio para una mayor cantidad de componentes de suspensión, con el fin de disminuir la masa no suspendida. Sin embargo, con un peso en vacío de 1.450 kg (3.197 lb), el E46 328ci es 55 kg (121 lb) más pesado que el E36 equivalente. En sintonía con los valores fundamentales de BMW con respecto a la dinámica de manejo, el E46 estaba inicialmente disponible con un diseño de tracción trasera y una distribución de peso 50/50. La tracción total, que estuvo disponible por última vez en la Serie 3 en 1991, se reintrodujo para el E46 en los modelos 325xi, 330xi y 330xd.

## Producción y ventas
El E46 se produjo en Alemania (Leipzig, Munich y Regensburg) y en Sudáfrica (Rosslyn). Se utilizó el ensamblaje local de kits de desmontaje completo (CKD) para los automóviles vendidos en China, Egipto, Indonesia, Malasia, México, Tailandia y Rusia. El año más vendido para el chasis E46 fue 2002, cuando se vendieron 561,249 vehículos en todo el mundo.

## Motorizaciones
| Motores de gasolina            | Motores de gasolina                               | Motores de gasolina                               | Motores de gasolina                               | Motores de gasolina                               | Motores de gasolina                               | Motores de gasolina                               | Motores de gasolina                               | Motores de gasolina                               | Motores de gasolina                               | Motores de gasolina                                                       | Motores de gasolina                               | Motores de gasolina                  | Motores de gasolina                  |
|                                | 316i/ti                                           | 316i/ti                                           | 318i/ti                                           | 318i/ti                                           | 320i                                              | 320i                                              | 323i                                              | 325i                                              | 328i                                              | 330i                                                                      | M3                                                | M3 CSL                               | M3 GTR                               |
| ------------------------------ | ------------------------------------------------- | ------------------------------------------------- | ------------------------------------------------- | ------------------------------------------------- | ------------------------------------------------- | ------------------------------------------------- | ------------------------------------------------- | ------------------------------------------------- | ------------------------------------------------- | ------------------------------------------------------------------------- | ------------------------------------------------- | ------------------------------------ | ------------------------------------ |
| Periodo                        | 03/1998–08/2001                                   | 08/2001-02/2005                                   | 03/1998–08/2001                                   | 08/2001-02/2005                                   | 03/1998–09/2000                                   | 09/2000–03/2005                                   | 03/1998–09/2000                                   | 09/2000–02/2005                                   | 03/1998–06/2000                                   | 09/1999-02/2007                                                           | 06/2000–02/2007                                   | 07/2003–09/2004                      | 2001                                 |
| Carrocerías                    | Sedán                                             | Sedán, Touring, Compact                           | Sedán, Touring, Coupe                             | Sedán, Touring, Coupe, Cabrio, Compact            | Sedán, Touring, Coupe                             | Sedán, Touring, Coupe, Cabrio                     | Sedán, Coupe, Cabrio                              | Sedán, Touring, Coupe, Cabrio, Compact            | Sedán, Touring, Coupe                             | Sedán, Touring, Coupe, Cabrio                                             | Coupe, Cabrio                                     | Coupe                                | Coupe                                |
| Identificación del motor       | M43 TUB19                                         | N42 B18                                           | M43 TUB19                                         | N42 B20                                           | M52 TUB20                                         | M54 B22                                           | M52 TUB25                                         | M54 B25                                           | M52 TUB28                                         | M54 B30                                                                   | S54 B32                                           | S54 B32HP                            | P60 B40                              |
| Tipo de motor                  | L4 8v                                             | L4 16v                                            | L4 8v                                             | L4 16v                                            | L6 24v                                            | L6 24v                                            | L6 24v                                            | L6 24v                                            | L6 24v                                            | L6 24v                                                                    | L6 24v                                            | L6 24v                               | V8 32v                               |
| Diámetro x carrera             | 85.0 mm × 83.5 mm                                 | 84.0 mm × 81.0 mm                                 | 85.0 mm × 83.5 mm                                 | 84.0 mm × 90.0 mm                                 | 80.0 mm × 66.0 mm                                 | 80.0 mm × 72.0 mm                                 | 84.0 mm × 75.0 mm                                 | 84.0 mm × 75.0 mm                                 | 84.0 mm × 84.0 mm                                 | 84.0 mm × 89.6 mm                                                         | 87.0 mm × 91.0 mm                                 | 87.0 mm × 91.0 mm                    | 94.0 mm × 72.0 mm                    |
| Cilindrada                     | 1895 cm³                                          | 1796 cm³                                          | 1895 cm³                                          | 1995 cm³                                          | 1990 cm³                                          | 2171 cm³                                          | 2494 cm³                                          | 2494 cm³                                          | 2793 cm³                                          | 2979 cm³                                                                  | 3246 cm³                                          | 3246 cm³                             | 3997 cm³                             |
| Relación de compresión         | 9.7: 1                                            | 10.25: 1                                          | 9.7: 1                                            | 10.0: 1                                           | 11.0: 1                                           | 10.7: 1                                           | 10.5: 1                                           | 10.5: 1                                           | 10.2: 1                                           | 10.2: 1                                                                   | 11.5: 1                                           | 11.5: 1                              | 12.0: 1                              |
| Potencia máxima: CV (kW) @ rpm | 105 CV (77 kW) @ 5300                             | 116 CV (85 kW) @ 5500                             | 118 CV (87 kW) @ 5500                             | 143 CV (105 kW) @ 6000                            | 150 CV (110 kW) @ 5900                            | 170 CV (125 kW) @ 6100                            | 170 CV (125 kW) @ 5500                            | 192 CV (141 kW) @ 6000                            | 193 CV (142 kW) @ 5500                            | 231 CV (171 kW) @ 5900                                                    | 343 CV (252 kW) @ 7900                            | 360 CV (265 kW) @ 7900               | 450 CV (330 kW) @ 7000               |
| Par máximo: Nm @ rpm           | 165 Nm @ 2500                                     | 175 Nm @ 3750                                     | 180 Nm @ 3900                                     | 200 Nm @ 3750                                     | 190 Nm @ 3500                                     | 210 Nm @ 3500                                     | 245 Nm @ 3500                                     | 245 Nm @ 3500                                     | 280 Nm @ 3500                                     | 300 Nm @ 3500                                                             | 365 Nm @ 4900                                     | 370 Nm @ 4900                        | 460 Nm @ 5000                        |
| Tracción                       | Trasera                                           | Trasera                                           | Trasera                                           | Trasera                                           | Trasera                                           | Trasera                                           | Trasera                                           | Trasera / Total (xDrive)                          | Trasera                                           | Trasera / Total (xDrive)                                                  | Trasera                                           | Trasera                              | Trasera                              |
| Transmisión                    | Manual, 5 velocidades / Automática, 4 velocidades | Manual, 5 velocidades / Automática, 5 velocidades | Manual, 5 velocidades / Automática, 4 velocidades | Manual, 5 velocidades / Automática, 6 velocidades | Manual, 5 velocidades / Automática, 6 velocidades | Manual, 5 velocidades / Automática, 6 velocidades | Manual, 5 velocidades / Automática, 6 velocidades | Manual, 5 velocidades / Automática, 6 velocidades | Manual, 5 velocidades / Automática, 6 velocidades | Manual, 5 velocidades / Manual, 6 velocidades / Automática, 5 velocidades | Manual, 6 velocidades / Automática, 6 velocidades | Automática, 6 velocidades            | -                                    |
| Peso                           | 1285 kg                                           | 1310 kg                                           | 1285 kg                                           | 1320 kg                                           | 1365 kg                                           | 1390 kg                                           | 1370 kg                                           | 1410 kg                                           | 1395 kg                                           | 1430 kg                                                                   | 1495 kg                                           | 1310 kg                              | -                                    |
| Aceleración 0–100 km/h         | 12.4 s                                            | 10.9 s                                            | 10.4 s                                            | 9.3 s                                             | 9.9 s                                             | 8.3 s                                             | 8.0 s                                             | 7.2 s                                             | 7.0 s                                             | 6.5 s                                                                     | 5.2 s                                             | 4.9 s                                | < 5.0 s                              |
| Velocidad máxima               | 200 km/h                                          | 206 km/h                                          | 206 km/h                                          | 218 km/h                                          | 219 km/h                                          | 226 km/h                                          | 231 km/h                                          | 240 km/h                                          | 240 km/h                                          | 250 km/h (Limitada electrónicamente)                                      | 250 km/h (Limitada electrónicamente)              | 250 km/h (Limitada electrónicamente) | 250 km/h (Limitada electrónicamente) |
| Consumo combinado (L/100 km)   | 7.8                                               | 7.1                                               | 7.9                                               | 7.2                                               | 8.9                                               | 8.9                                               | 9.0                                               | 9.0                                               | 9.1                                               | 9.1                                                                       | 11.9                                              | 11.9                                 | -                                    |
| Normativa anticontaminción     |                                                   | Euro 4                                            |                                                   |                                                   |                                                   |                                                   |                                                   |                                                   |                                                   |                                                                           |                                                   |                                      |                                      |

| Periodo                        | 08/2001–03/2003                               | 03/2003–03/2005                                            | 03/1998–08/2001                                   | 08/2001–11/2006                                                           | 10/1999–03/2003                                            | 03/2003–11/2006                                            |
| Carrocerías                    | Sedán, Touring                                | Sedán, Touring, Compact                                    | Sedán, Touring                                    | Sedán, Touring, Coupe, Cabrio, Compact                                    | Sedán, Touring                                             | Sedán, Touring, Coupe, Cabrio                              |
| Identificación del motor       | M47 D20                                       | M47 TUD20                                                  | M47 D20                                           | M47 TUD20                                                                 | M57 D30                                                    | M57 TUD30                                                  |
| Tipo de motor                  | L4 16v, inyección directa, turbo, intercooler | L4 16v, inyección directa, common-rail, turbo, intercooler | L4 16v, inyección directa, turbo, intercooler     | L4 16v, inyección directa, common-rail, turbo, intercooler                | L6 24v, inyección directa, common-rail, turbo, intercooler | L6 24v, inyección directa, common-rail, turbo, intercooler |
| Diámetro x carrera             | 84.0 mm × 88.0 mm                             | 84.0 mm × 90.0 mm                                          | 84.0 mm × 88.0 mm                                 | 84.0 mm × 90.0 mm                                                         | 84.0 mm × 88.0 mm                                          | 84.0 mm × 90.0 mm                                          |
| Cilindrada                     | 1951 cm³                                      | 1995 cm³                                                   | 1951 cm³                                          | 1995 cm³                                                                  | 2926 cm³                                                   | 2993 cm³                                                   |
| Relación de compresión         | 19.0: 1                                       | 17.0: 1                                                    | 19.0: 1                                           | 17.0: 1                                                                   | 18.0: 1                                                    | 17.0: 1                                                    |
| Potencia máxima: CV (kW) @ rpm | 116 CV (85 kW) @ 4000                         | 116 CV (85 kW) @ 4000                                      | 136 CV (100 kW) @ 4000                            | 150 CV (110 kW) @ 4000                                                    | 184 CV (135 kW) @ 4000                                     | 204 CV (150 kW) @ 4000                                     |
| Par máximo: Nm @ rpm           | 265 Nm @ 1750-2500                            | 280 Nm @ 1750                                              | 280 Nm @ 1750                                     | 330 Nm @ 2000-2500                                                        | 390 Nm @ 1750-3250                                         | 410 Nm @ 1500-3250                                         |
| Tracción                       | Trasera                                       | Trasera                                                    | Trasera                                           | Trasera                                                                   | Trasera / Total (xDrive)                                   | Trasera / Total (xDrive)                                   |
| Transmisión                    | Manual, 5 velocidades                         | Manual, 5 velocidades / Automática, 5 velocidades          | Manual, 5 velocidades / Automática, 5 velocidades | Manual, 5 velocidades / Manual, 6 velocidades / Automática, 5 velocidades | Manual, 5 velocidades / Automática, 5 velocidades          | Manual, 6 velocidades / Automática, 5 velocidades          |
| Peso                           | 1395 kg                                       | 1395 kg                                                    | 1475 kg                                           | 1505 kg                                                                   | 1520 kg                                                    | 1540 kg                                                    |
| Aceleración 0–100 km/h         | 10.7 s                                        | 10.6 s                                                     | 9.9 s                                             | 8.8 s                                                                     | 7.8 s                                                      | 7.2 s                                                      |
| Velocidad máxima               | 202 km/h                                      | 204 km/h                                                   | 207 km/h                                          | 216 km/h                                                                  | 227 km/h                                                   | 242 km/h                                                   |
| Consumo combinado (L/100 km)   | 5.6                                           | 5.6                                                        | 5.7                                               | 5.5                                                                       | 6.7                                                        | 6.6                                                        |
| Normativa anticontaminación    | Euro 3                                        | Hasta 6/2004: Euro 3 Desde 6/2004: Euro 4                  | Euro 3                                            | Hasta 6/2004: Euro 3 Desde 6/2004: Euro 4                                 | Euro 3                                                     | Hasta 6/2004: Euro 3 Desde 6/2004: Euro 4                  |

## M3
Artículo principal: BMW E46 M3
El E46 M3, presentado por primera vez en octubre de 2000, estaba disponible con el motor S54 M-tuned de 3.2 litros. Estaba disponible en estilos de carrocería coupé y convertible. El motor S54 del M3 tiene una línea roja de 8.000 rpm. Como ocurre con la mayoría de los motores M, el S54 tiene 6 cuerpos de acelerador individuales, en este caso operados electrónicamente (acelerador drive-by-wire). Las opciones de transmisión para el M3 eran una transmisión manual de 6 velocidades o la transmisión manual automática "SMG-II" de 6 velocidades. El M3 E46 vino con un conjunto de diseños de llantas especiales como el estilo 67 o el estilo 163M.

### M3 GTR
Para que el M3 GTR compita en la American Le Mans Series, BMW produjo 10 ejemplos de la "M3 GTR Straßen Version" (versión de calle) en 2001. Según la carrera M3 GTR, la versión de carretera estaba propulsada por el motor BMW P60B40 4.0 L V8 que estaba ligeramente desafinado y generaba una potencia máxima de 283 kW (380 hp) a 7.000 rpm. La potencia se entregó a las ruedas traseras a través de una transmisión secuencial de doble embrague de 6 velocidades tipo carrera con diferencial de bloqueo M. El motor presentaba lubricación por cárter seco como su contraparte de carreras y radiadores más grandes. El chasis más rígido y el sistema de suspensión eran un remanente de la versión de carrera. El automóvil se bajó más que un M3 estándar y contó con refuerzos de puntales adicionales entre el cortafuegos y las torres de puntales, así como entre las torres de choque correctas. Las fascias delantera y trasera rediseñadas y el alerón trasero optimizaron la aerodinámica. El techo, el capó, el alerón trasero y las fascias delantera y trasera se fabricaron con fibra de carbono para reducir el peso. Los cambios notables realizados en el interior incluyeron asientos de cubo de cuero Recaro, eliminación de los asientos traseros y placas de umbral especiales M3 GTR. M3 CSL, CSL significa "Coupe Sport Leichtbau" significa Coupe Sport Lightweight y la especificación es hacer la reducción de peso, como el techo original, el panel de la puerta y la consola central fueron reemplazados por fibra de carbono.